# Ямада Кота
Кота Ямада (яп. 山田 康太, нар. 10 липня 1999, Канаґава) — японський футболіст, півзахисник клубу «Йокогама Ф. Марінос».

## Клубна кар'єра
Народився 10 липня 1999 року в префектурі Канаґава. Вихованець футбольної школи клубу «Йокогама Ф. Марінос». Дорослу футбольну кар'єру розпочав 2018 року в основній команді того ж клубу, кольори якої захищає й донині.

## Виступи за збірні
2018 року дебютував у складі юнацької збірної Японії, взявши участь у юнацькому (U-19) кубку Азії у 2018 році, ставши півфіналістом турніру. Цей успіх дозволив Ямаді з молодіжною збірної Японії до 20 років поїхати на молодіжний чемпіонат світу у Польщі.